# Голосальво
Голосальво (ісп. Golosalvo) — муніципалітет в Іспанії, у складі автономної спільноти Кастилія-Ла-Манча, у провінції Альбасете. Населення — 123 особи (2010).
Муніципалітет розташований на відстані близько 220 км на південний схід від Мадрида, 32 км на північний схід від Альбасете.

## Демографія
Динаміка населення (INE ):

## Галерея зображень

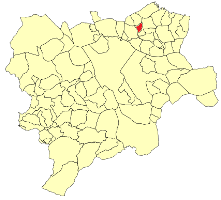
Розташування муніципалітету у провінції Альбасете
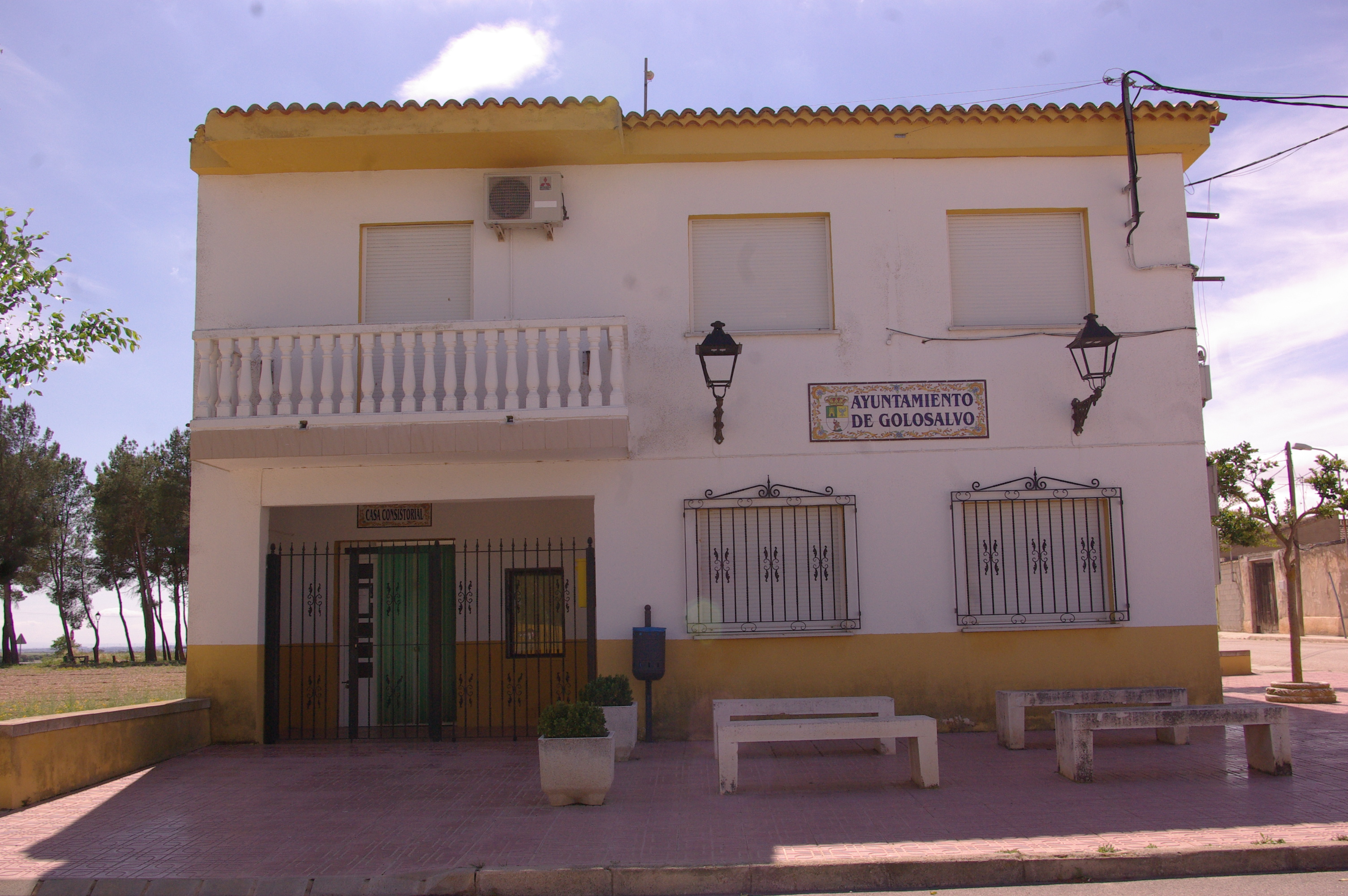
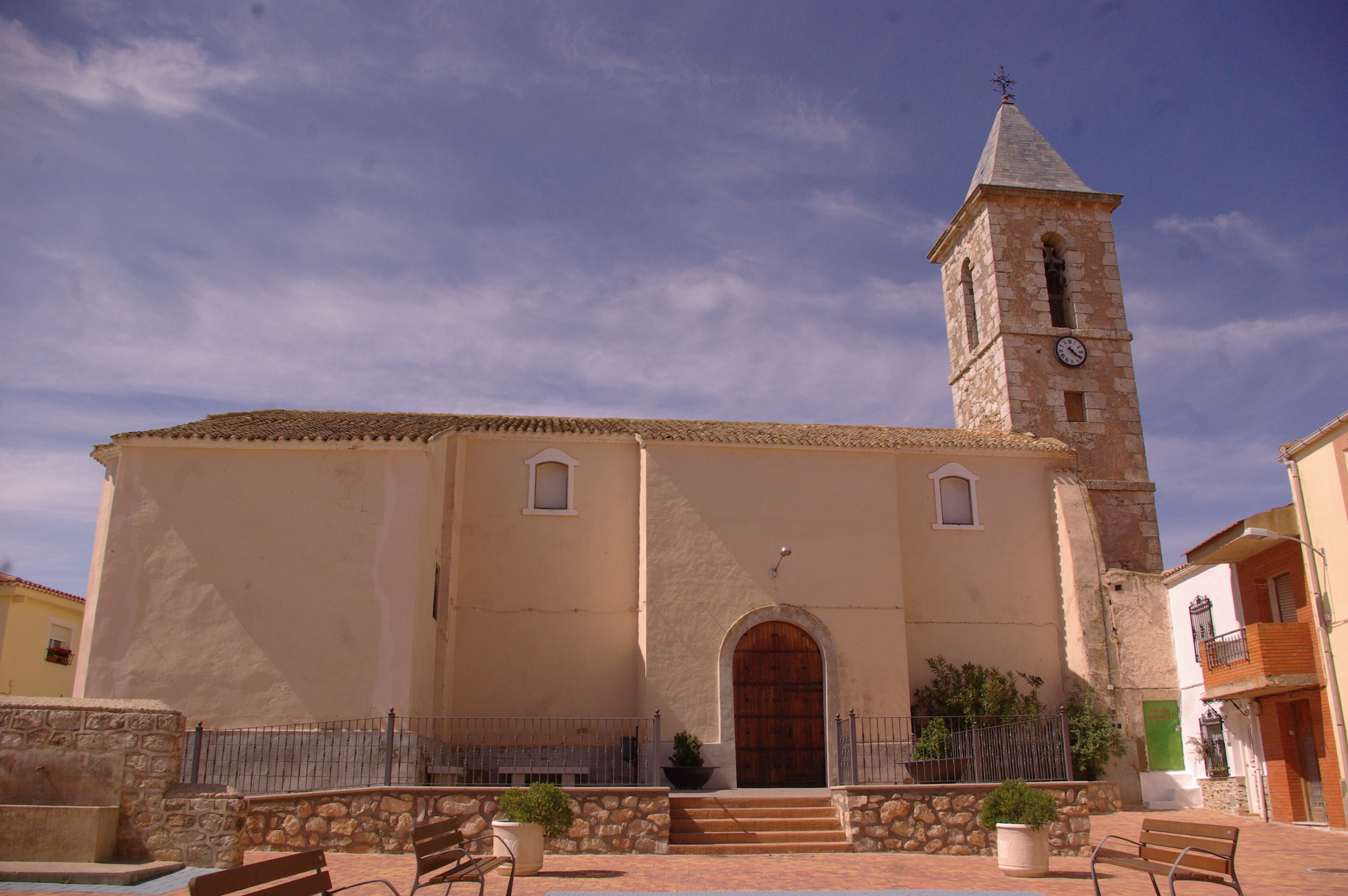
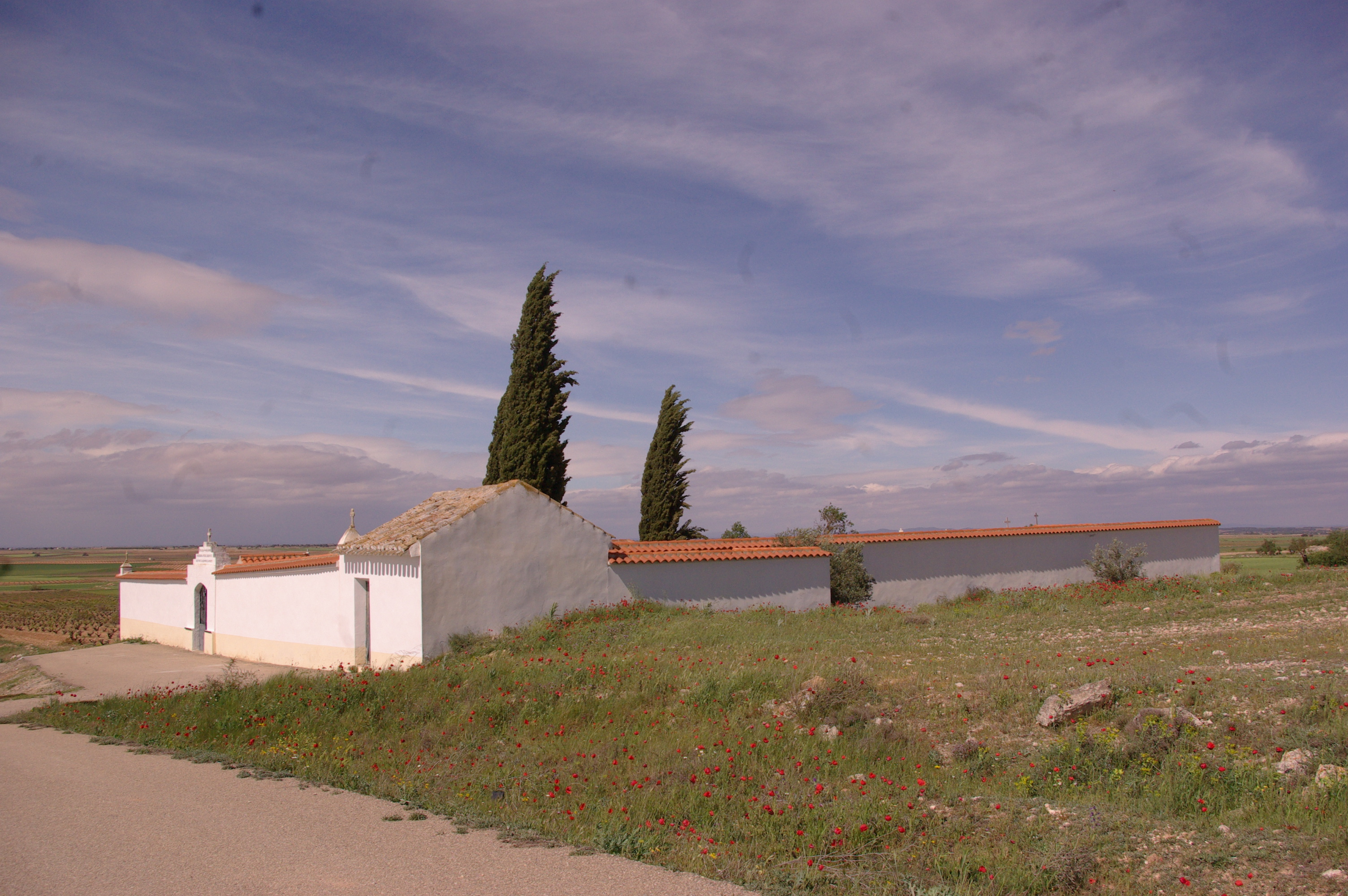
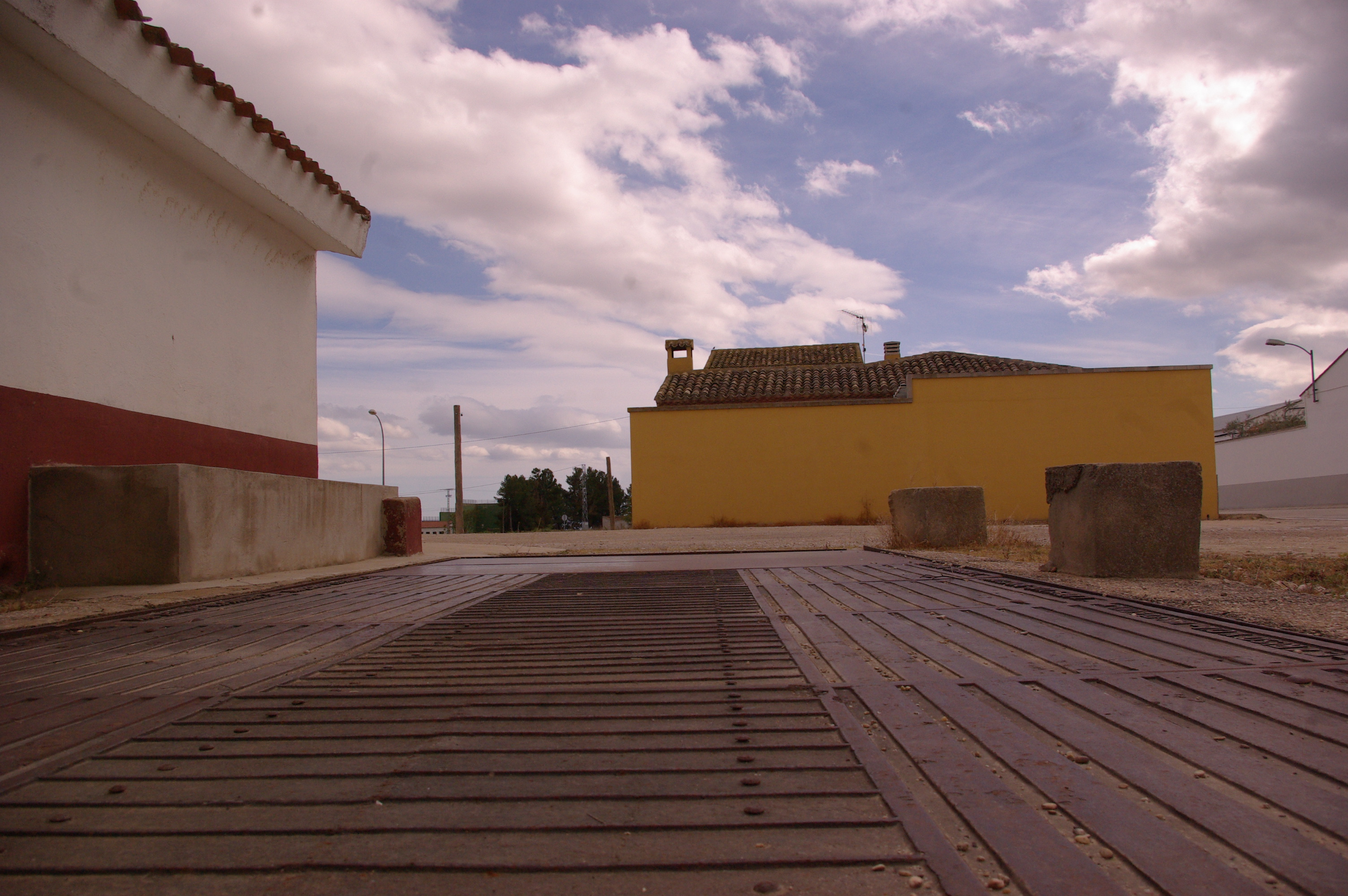